# اتحاد الإمارات العربية المتحدة لكرة القدم
اتحاد الإمارات العربية المتحدة لكرة القدم أُسس في عام 1971م وانضم إلى الاتحاد الدولي لكرة القدم في عام 1972م ثم انضم إلى الاتحاد الآسيوي لكرة القدم في عام 1974م.

## المشاركات والانجازات
حقق اتحاد الكرة العديد من الإنجازات منذ تأسيسه خليجيا وقاريا ودوليا، فقد تأهل المنتخب الوطني الأول لكرة القدم إلى نهائيات كأس العالم في إيطاليا عام 1990، وحصل على بطولة كأس الخليج الثامنة عشرة عام 2007 وخليجي 21 عام 2013، وحصل المنتخب الإماراتي الوطني للشباب على بطولة آسيا عام 2008، وتأهل منتخب الشباب تحت 20 سنة إلى كأس العالم للشباب عام 1997 في ماليزيا وعام 2009 في مصر. كما شارك في نهائيات كأس العالم عام 2003 لكون الإمارات البلد المستضيف للبطولة، فيما تأهل منتخبنا الوطني للناشئين تحت 17 سنة إلى نهائيات كأس العالم في إيطاليا عام 1991 و نيجيريا عام 2009. وحصل منتخبنا الوطني للناشئين على بطولة مجلس التعاون الخليجي أعوام 2006 و 2009 و2010. كما تأهل منتخبا الشباب والناشئين إلى نهائيات آسيا 2010، و تأهل منتخبنا الوطني الأول إلى نهائيات آسيا في 1980 في الكويت و 1984 في سنغافورة و 1988 في الدوحة و1992 في اليابان و 1996 في الإمارات و 2004 في الصين و2007 في فيتنام و الدوحة 2011، إلى جانب تحقيقه لقب بطولة الخليج الثانية للمنتخبات الأولمبية تحت 23 سنة في الدوحة 2010، إضافة إلى تحقيق لقب بطولة الخليج السابعة لمنتخبات الناشئين تحت 17 سنة في الكويت 2010، والحصول على الميدالية الفضية لأول مرة في تاريخ الإمارات في دورة الألعاب الآسيوية السادسة عشرة في جوانزو الصينية 2010.
تأهل المنتخب الأولمبي لنهائيات كرة القدم في دورة الألعاب الأولمبية بلندن 2012 للمرة الأولى وحصل منتخب السيدات على لقب بطولة غرب آسيا مرتين على التوالي عامي 2010 و2011 وغيرها من الإنجازات.
أما على صعيد تطوير الكفاءات المواطنة، اختار الاتحاد عام 2010 ليكون عامًا للمدرب المواطن، ووقع اتفاقيات تعاون عدة مع اتحادات عريقة في مجال كرة القدم من أجل التطوير والتدريب، منها اتحادات ألمانيا وإسبانيا والتشيك ومصر وإيطاليا، ومنح الاتحاد المدرب المواطن الثقة لقيادة المنتخبات الوطنية للفئات العمرية كافة مع توفير الدعم الكافي لهم من أجل تحقيق أعلى درجات النجاح.
وعلى صعيد تنظيم البطولات استطاع اتحاد الكرة أن يحظى بشرف تنظيم بطولة كأس العالم للشباب عام 2003، وكأس العالم للأندية لدورتين متتاليتين عامي 2009 و2010، وكذلك تنظيم بطولة كأس العالم للكرة الشاطئية ونهائيات آسيا للشباب تحت 19 سنة 2012، وغيرها من البطولات الودية والرسمية، إلى جانب دعم الكرة النسائية وإطلاق دوري كرة الصالات بالتعاون مع المجالس الرياضية في الدولة وتشكيل المنتخب الوطني لكرة الصالات.
قام الاتحاد بتنظيم كأس العالم للناشئين عام 2013، وأصدر اتحاد الكرة العديد من الإصدارات الخاصة بالأحداث الرياضية، فضلاً عن إصدار صحيفة يومية إلكترونية.
ويعمل الاتحاد على تأدية رسالته في خدمة المجتمع بالتعاون مع جميع القطاعات، كما وقع اتفاقية تعاون مع وزارة الداخلية لنشر الوعي القانوني لدى جماهير الكرة والعاملين في قطاعها.

## رؤساء الاتحاد
| - مبارك بن محمد آل نهيان (1957 إلى 1961) - غانم عبيد غباش (1973 ـ 1974) - مانع بن خليفة آل مكتوم (1974 ـ 1976) - سلطان بن زايد آل نهيان (1976 ـ 1981) - حمدان بن زايد آل نهيان (1984 ـ 1993) - عبد الله بن زايد آل نهيان (1993 ـ 2001) | - سعيد بن زايد آل نهيان (2001 ـ 2002) - يوسف يعقوب السركال (2004 ـ 2008) - محمد خلفان الرميثي (2008 ـ 2011) - يوسف يعقوب السركال (2011 ـ 2016) - مروان بن غليطة (2016-2020) - الشيخ راشد بن حميد النعيمي (2020-الآن) |  |

## الإدارة و الإشراف

### الهيئة الإدارية
- راشد بن حميد النعيمي (رئيس مجلس الإدارة)
- عبدالله ناصر الجنيبي (نائب الرئيس الأول)
- يوسف حسين السهلاوي (نائب الرئيس الثاني)
- محمد عبدالله هزام الظاهري (الأمين العام)
- هشام محمد الزرعوني (عضو)
- حميد احمد الطاير (عضو)
- علي حمد البدواوي (عضو)
- سيف ماجد المنصوري (عضو)
- سالم علي الشامسي (عضو)
- احمد يوسف درويش (عضو)
- يوسف حسين السهلاوي (عضو)
- أمل حسن بوشلاخ (عضو)
- خلفان جمعة بالهول (عضو)

## المنتخبات الوطنية
- للرجال
  - تحت 23 سنة (الأولمبي)
  - تحت 20 سنة
  - تحت 17 سنة
- للسيدات
- كرة القدم الشاطئية
- كرة الصالات

## روابط خارجية
- الموقع الرسمي